# Anglonormanština

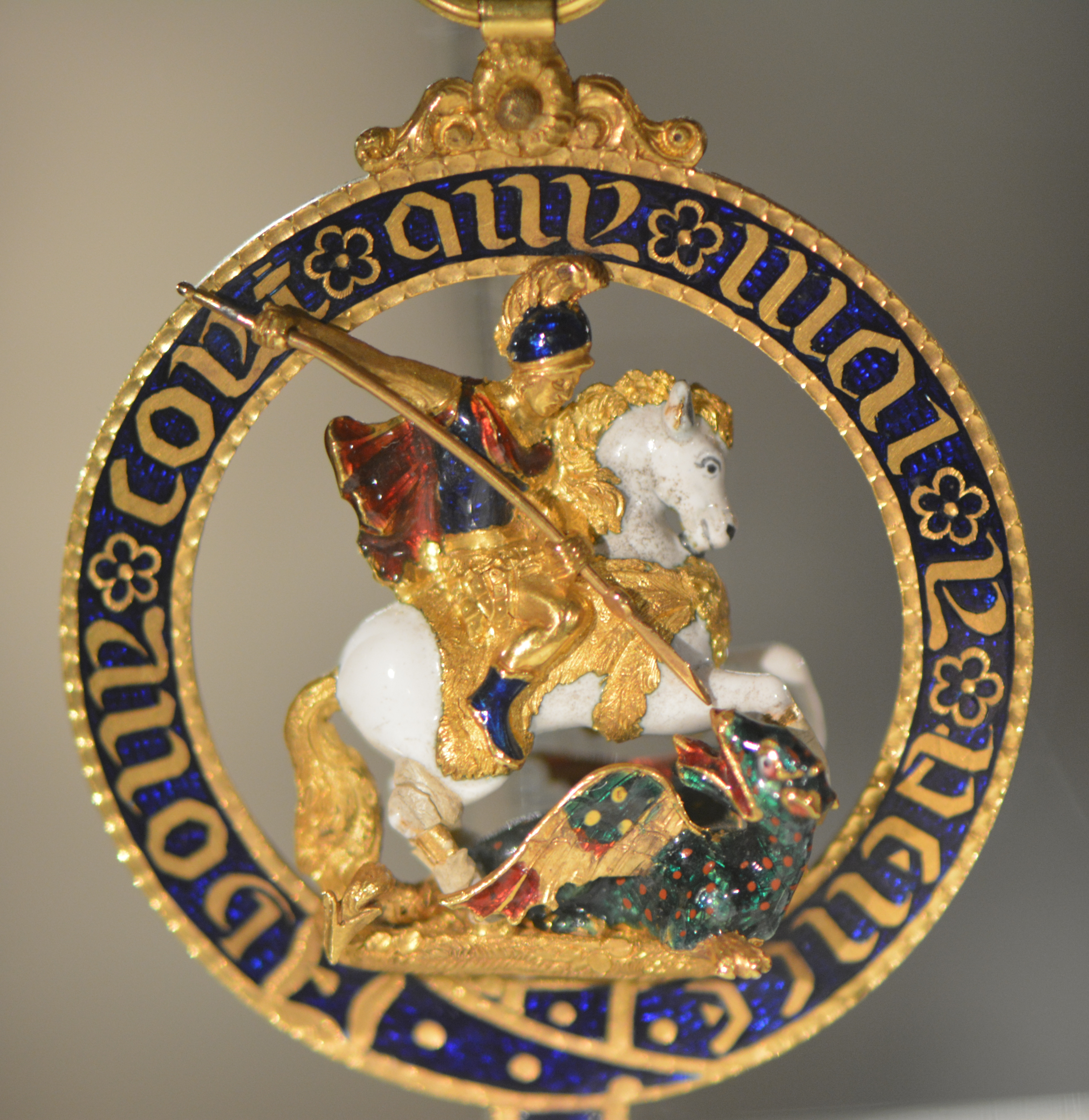
Anglonormanština na podvazkovém řádu: Hony soy quy mal y pense

Anglonormanština je označení pro dialekt staré francouzštiny používaný v Anglii v době vlády severofrancouzských Normanů. Používaly ji vyšší společenské vrstvy od expanze Viléma Dobyvatele roku 1066 zhruba do 14. století (stoleté války).
Normané byli jako potomci Vikingů také germánského původu (slovo „norman“ pochází ze slova seveřan, tj. „norseman“), kteří na počátku 10. století založili normandské vévodství pod francouzskou svrchovaností a převzali francouzský jazyk (jazyk d'oïl), jejich dialekt se nazývá normanština.
Anglosaština jako jazyk porobených Anglosasů a anglonormanština vládnoucí feudální vrstvy se začaly mísit až ve 13. století. Do té doby žily obě jazykové skupiny vedle sebe odděleně a často ve skrytém či otevřeném nepřátelství. Toto splývání mělo za následek vytvoření střední angličtiny.
V anglonormanštině neproběhly některé souhláskové změny, ke kterým došlo ve vývoji standardní francouzštiny: [ka] → [ša] (cat × chat, anglicky × francouzsky kočka), [ga] → [ža] (garden × jardin, zahrada), germánské [w] → [g] (warranty × garantie, záruka). Původní hlásky slouží jako ukazatele toho, že daná anglická slova přešla z francouzštiny prostřednictvím anglonormanštiny. Pozdějšími výpůjčkami z francouzštiny pak vznikly dublety, např. catch a chase (chytat někoho), warden a guardian (strážce).
S anglonormanštinou se lze setkat na státním znaku Spojeného království: motto panovníka Dieu et mon droit („Bůh a mé právo“) a motto podvazkového řádu Honi soit qui mal y pense („Hanba tomu, kdo o tom zle smýšlí“). Používá se také v britském parlamentu v některých ustálených frázích jako Le Roy/La Reyne le veult („Král/Královna to chce“) při schválení zákona královnou.